# Dysschema jansonis
Dysschema jansonis är en fjärilsart som beskrevs av Butler 1870. Dysschema jansonis ingår i släktet Dysschema och familjen björnspinnare. Inga underarter finns listade i Catalogue of Life.